# Oxana Stanislawowna Sbroschek
Oxana Stanislawowna Sbroschek (russisch Оксана Станиславовна Зброжек, engl. Transkription Oksana Zbrozhek; * 12. Januar 1978) ist eine russische Mittelstreckenläuferin, die sich auf die 800-Meter-Distanz spezialisiert hat.
Über 800 m gewann sie 2007 Gold bei den Leichtathletik-Halleneuropameisterschaften 2007 in Birmingham und 2009 Silber bei den Halleneuropameisterschaften in Turin.
2009 schied sie bei den Leichtathletik-Weltmeisterschaften in Berlin im Vorlauf über 1500 m aus und wurde Achte über 800 m beim Leichtathletik-Weltfinale. 2010 wurde sie bei den Europameisterschaften in Barcelona Neunte über 1500 m.

## Persönliche Bestzeiten
- 800 m: 1:58,06 min, 31. Juli 2004, Tula
  - Halle: 1:59,11 min, 25. Januar 2007, Moskau
- 1000 m (Halle): 2:32,21 min, 28. Januar 2007, Moskau
- 1500 m: 4:00,86 min, 26. Juli 2009, Tscheboksary
  - Halle: 4:03,86 min, 15. Februar 2009, Moskau
- 1 Meile: 4:33,73 min, 15. Juni 2005, Tula